# Fürstengrab

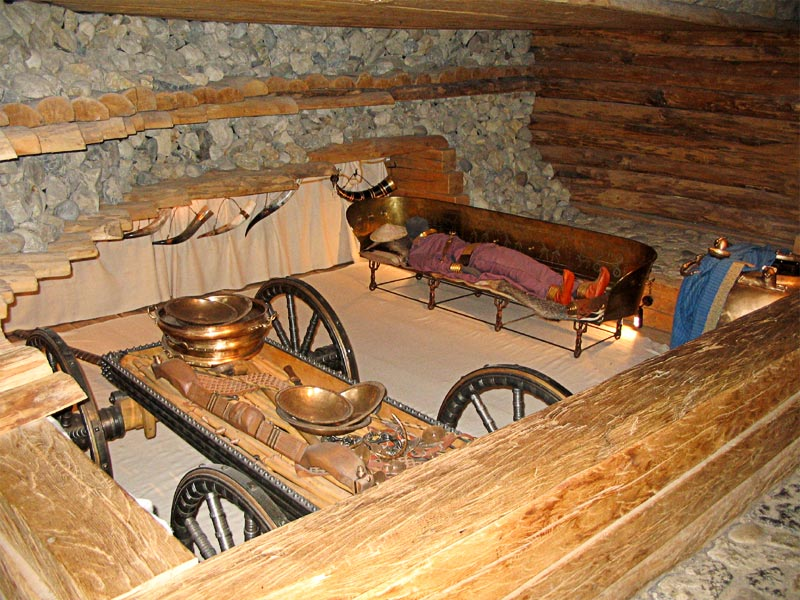
Rekonstruktion der Grabkammer im Keltenmuseum Hochdorf

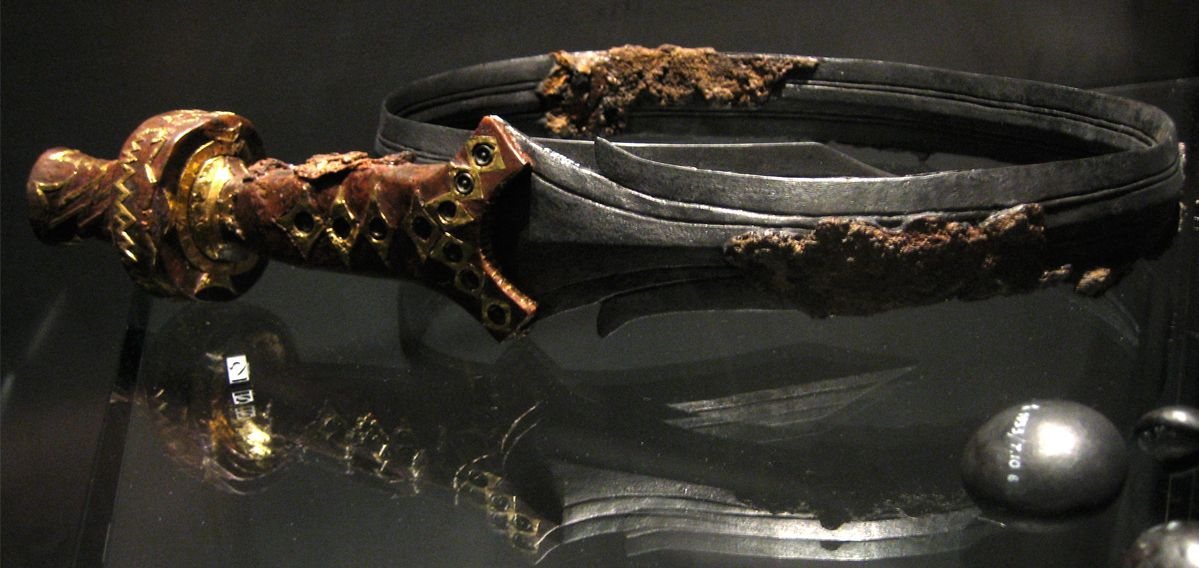
Grabbeigabe Fürstengrab Oss

Fürstengrab bzw. Fürstinnengrab ist ein veralteter archäologischer Begriff, der zumeist einen durch besonders prunkvolle Ausstattung an Grabbeigaben und eine aufwendige Grabanlage hervorgehobenen Bestattungsplatz beschreibt. Verwendung findet die Bezeichnung üblicherweise in Bezug auf keltische Grabstätten, sie kann allerdings auch für Bestattungen anderer Kulturen gebraucht werden. 
Der Begriff Fürstengrab ist wissenschaftlich umstritten, da er eine Aussage über eine Gesellschaftsstruktur trifft, die wissenschaftlich  nicht verifiziert werden kann. Daher werden Gräber dieser Art in der Archäologie seit Mitte der 1970er Jahre als Prunk- bzw. Elitegräber bezeichnet.

## „Keltische Fürstengräber“
Zahlreiche Fundkomplexe beziehungsweise Fundorte der Keltenzeit werden als Fürstengräber bezeichnet, so zum Beispiel das Fürstengrab vom Glauberg, das von Hochdorf an der Enz, von Lavau, der Hohmichele, die Grabstätte von Vix, der Fürstengrabhügel Sonnenbühl
und die größte bislang bekannte keltische Kultstätte auf dem Mormont. Als Fürstinnengrabstätte sind neben Vix auch die Fürstin von Reinheim im Saarland anzusprechen.
Zur realen sozialen Stellung der damals Bestatteten – das heißt, ob es sich um „Fürsten“, „Häuptlinge“, „Handelsherren“, „Priester“ handelte – kann heute keine Aussage mehr getroffen werden, jedoch ist durch die herausstechende Bestattungsform eine Hierarchisierung der Gesellschaft deutlich erkennbar.
Keltische Fürstengräber sind meist direkt an sogenannte „Fürstensitze“ gebunden, ein von dem Prähistoriker Wolfgang Kimmig geprägter Begriff. Nach Kimmig wären drei Kriterien notwendig, um einen Fürstensitz beziehungsweise das dazugehörige Fürstengrab zu definieren:
- Die innere Struktur der Siedlung: Es müssen eine Burg und eine Unterstadt vorhanden sein
- Die Funde: Es muss Importware, wie zum Beispiel massaliotische Weinamphoren oder attische schwarzfigurige Keramik, vor Ort gefunden worden sein
- Grabhügel: In der nächsten Umgebung muss sich mindestens ein fürstlicher Grabhügel befinden

Beispiele für die Anbindung an einen nahegelegenen Fürstensitz sind das Grab von Hochdorf, welches sich in der Nachbarschaft des Fürstensitzes Hohenasperg befindet, und der Hohmichele in der Nähe der Heuneburg.

## Andere archäologische Kulturen
Auch in anderen Kulturen werden herausragende Bestattungen als Fürstengrab bezeichnet, wie etwa das fränkische Fürstengrab (Grab 1782) aus Krefeld-Gellep und das Chaouilley Grab 20, die wohl beide zeitlich im ähnlichen Kontext gehören, oder das Fürstengrab von Planig in Rheinhessen sowie das Königsgrab von Mušov in Böhmen, die germanischen Ursprungs sind. Das Fürstengrab von Leubingen hingegen datiert in die Bronzezeit und wurde von Trägern der Aunjetitzer Kultur errichtet.